# Pères et Fils (film, 1957)
Pour les articles homonymes, voir Pères et Fils.
Pour plus de détails, voir Fiche technique et Distribution.

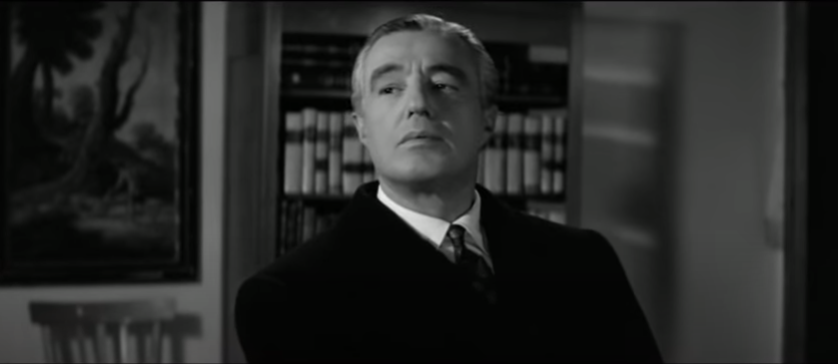
Extrait du film

Pères et Fils (Padri e figli) est un film italien réalisé par Mario Monicelli, sorti en 1957.

## Synopsis
En Italie, dans les années 1950, les vies de cinq familles s'entrecroisent. Vincenzo Corallo est un tailleur veuf qui n'a aucune emprise sur son adolescente, Marcella, qui sèche les cours pour aller avec son petit ami, Sandro Bacci, plus âgé qu'elle, dans des procès d'assises. Son fils, Carlo, est, lui, le maître de la famille qui ne supporte pas les mauvaises manières de sa sœur et veut la remettre sur le droit chemin.
Chez les Bacci, le père Vittorio, un chirurgien, a des problèmes avec ses deux fils : Sandro, son benjamin, tout comme sa petite copine Marcella, ne s'intéresse guère à ses études. Et Vezio, son aîné, est un véritable fainéant. 
Dans le même immeuble, Guido et Giulia Blasi, attendent leur premier enfant. Anxieux, Guido contacte une infirmière, Ines Santarelli, qui lui propose des piqûres pour sa femme enceinte.
Ines Santarelli, mariée à un gardien de zoo, est la mère débordée de cinq enfants. Elle confie un de ses fils malades à sa sœur Rita, heureuse de l’accueillir, car elle ne peut avoir d'enfant avec son époux Cesare.

## Fiche technique
- Titre : Pères et Fils
- Titre original : Padri e figli
- Réalisation : Mario Monicelli
- Scénario : Agenore Incrocci, Furio Scarpelli, Mario Monicelli, Leonardo Benvenuti et Luigi Emmanuele
- Production : Guido Giambartolomei
- Musique : Alessandro Cicognini et Carlo Rustichelli
- Photographie : Leonida Barboni
- Décors : Piero Gherardi et Vito Anzalone
- Costumes : Piero Gherardi
- Pays d'origine :  Italie
- Format : Couleurs - 2,35:1 - Mono
- Genre : Comédie
- Durée : 97 minutes
- Date de sortie : 1957
  - France : 11 décembre 1957[1]

## Distribution
- Vittorio De Sica : Vincenzo Corallo
- Lorella De Luca : Marcella Corallo
- Riccardo Garrone : Carlo Corallo
- Marcello Mastroianni : Cesare Marchetti
- Fiorella Mari : Rita Marchetti, la femme de Cesare
- Memmo Carotenuto : Amerigo Santarelli, un gardien de zoo
- Marisa Merlini : Ines Santarelli, une infirmière
- Franco Interlenghi : Guido Blasi
- Antonella Lualdi : Giulia Blasi, la femme de Guido
- Ruggero Marchi : Vittorio Bacci, un chirurgien
- Gabriele Antonini : Sandro Bacci, le fils cadet de Vittorio, le petit ami de Marcella Corallo
- Raffaele Pisu : Vezio Bacci, le fils aîné de Vittorio
- Gina Rovere (non créditée) : une amie de Vezio Bacci